# Andrij Polunin
Andrij Wiktorowytsch Polunin (ukrainisch Андрій Вікторович Полунін, englische Transkription Andriy Viktorovych Polunin; russisch Андре́й Ви́кторович Полу́нин ‚Andrei Wiktorowitsch Polunin‘; * 5. März 1971 in Dnipropetrowsk, Ukrainische SSR) ist ein ehemaliger ukrainischer Fußballspieler.

## Karriere

### Verein
Polunin startete seine fußballerische Laufbahn in der Ukraine. Er spielte in seiner Geburtsstadt für den heimischen Dnipro Dnipropetrowsk sechs Spielzeiten, bevor er drei Kurzstationen von nicht einmal einem Jahr, bei Arsenal Kiew, Karpaty Lwiw und Krywbas Krywyj Rih hatte. Anschließend unterschrieb er einen Vertrag beim Bundesligisten 1. FC Nürnberg. Für den Club absolvierte er 16 Spiele, in denen er zwei Tore erzielte. Sein Start war durchaus überzeugend, bei seinem Bundesliga-Debüt erzielte er auch seinen ersten Treffer. Gegen den Hamburger SV traf er in der 58. Spielminute zum 1:0, das Spiel endete 1:1. Im weiteren Verlauf der Saison nahm seine Spielzeit ab und er wurde meistens ausgewechselt, später als Ergänzungsspieler eingewechselt. Er verließ Nürnberg nach einem Jahr und spielte anschließend für ein Jahr in der 2. Bundesliga für den FC St. Pauli. Für die Hamburger absolvierte er 29 Spiele und erzielte vier Tore. Auch in St. Pauli war nach einem Jahr Schluss. Polunin blieb in Deutschland und heuerte in der Regionalliga an. Rot-Weiss Essen wurde sein neuer Arbeitgeber. 2002 kehrte er in die Ukraine zu seinem alten Verein Dnipro Dnipropetrowsk zurück.

### Nationalmannschaft
Für die Auswahlmannschaft seines Landes, der Ukraine absolvierte er acht Spiele und erzielte ein Tor.